# كاري فوكوناجا
كاري جوجي فوكوناجا من (مواليد 10 يوليو 1977)  هو مخرج أفلام أمريكي، وكاتب، ومنتج، ومصور سينمائي. وهو معروف بكتابة وإخراج فيلم (بدون اسم) (Sin Nombre)  في العام 2009, فيلم جين آير  في العام 2011 ، وكونه المخرح والمنتج التنفيذي للموسم الأول من مسلسل محقق فذ الذي فاز بجائزة ايمي للإخراج المتميز لمسلسل درامي. تأيضا تلقى اشادة النقاد بسبب فيلم وحوش بلا وطن ، الذي كان فيه الكاتب والمخرج والمنتج السينمائي.

## سيرته الذاتيه وأعماله

### الأفلام الروائية

#### وحوش بلا وطن
وحوش بلا وطن (بالإنجليزية: Beasts of No Nation) هو فيلم دراما تم إنتاجه في الولايات المتحدة وصدر في سنة 2015. الفيلم من إخراج كارى جوجى فوكوناجا من بطولة إدريس إلبا وريتشارد بيبلى واما ابيبريسى وابراهام اتاه. تم اختيار الفيلم للعرض في قسم الأفلام المميزة في مهرجان تورنتو للأفلام عام 2015 عرض الفيلم في دور السينما في 16 أكتوبر 2015. قام كاري أيضا بكتابة وتصوير والفيلم، استنادا إلى رواية تحمل نفس الاسم . حصلت نيتفليكس علي حقوق توزيع الفيلم  كجزء من جهودها الرامية إلى التوسع في إنتاج الأفلام الأصلية.

### عمله التلفزيوني

#### محقق فذ
هو مسلسل دراما وجريمة تلفزيوني أمريكي من إنشاء وكتابة المؤلف نِك بتيزولاتو. المسلسل يبث على HBO في الولايات المتحدة، وعرض لأول مرة في 12 يناير 2014. الموسم الأول، مكون من 8 حلقات، من بطولة   ماثيو ماكونهي، وودي هارلسون وميشيل موناغان.أخرج كاري فوكوناجا كل الثماني حلقات من الموسم الأول.تلقى الموسم الأول من محقق فذإشادة هائلة من النقاد واعتبروه واحدة من أقوى البرامج على التلفزيون. المديح تركز على الكتابة والتصوير السينمائي والإخراج والتمثيل. ترشح المسلسل لعدة جوائز تلفزيونية، منها ترشيح لجائزة الإيمي برايم تايم لأفضل مسلسل دراما وترشيح لجائزة غولدن غلوب لأفضل مسلسل قصير أو فيلم تلفزيوني. لم يعمل كاري في الموسم الثاني من المسلسل  ولكن استمر في عمله كمنتج تنفيذي.

### المشاريع المستقبلية
أحدث أعماله الإخراجية هو مسلسل الكوميديا المظلمة المهووس على نيتفليكس. سيعرض المسلسل يوم 21 سبتمبر 2018.
في شباط / فبراير عام 2017 ، كان في محادثات لاخراج فيلم الصدمة,و هو فيلم دراما حول الازمة التي ادت إلى إسقاط القنبلة الذرية على هيروشيما.
في آب / أغسطس عام 2018 ، أعلن أنه سيصبح المنتج التنفيذي لمسلسل سيعرض علي شبكة تي ان تي يحمل اسم ملاك الظلام مبني علي رواية لكالب كار.

## أعماله السينمائيه

### كمخرج

#### الفيلم
| العام | العنوان      | مخرج | كاتب السيناريو | المصور السينمائي | منتج      | ملاحظات |
| ----- | ------------ | ---- | -------------- | ---------------- | --------- | ------- |
| 2004  | فيكتوريا     | نعم  | نعم            | نعم              | فيلم قصير |         |
| 2009  | بدون اسم     | نعم  | نعم            |                  |           |         |
| 2011  | جين آير      | نعم  |                |                  |           |         |
| 2015  | وحوش بلا وطن | نعم  | نعم            | نعم              | نعم       |         |

| العام | العنوان | مخرج | كاتب السيناريو | المنتج التنفيذي |
| ----- | ------- | ---- | -------------- | --------------- |
| 2014  | محقق فذ | نعم  | نعم            |                 |
| 2018  | مهووس   | نعم  | نعم            | نعم             |

## وصلات خارجية
- كاري فوكوناجا على موقع IMDb (الإنجليزية)
- كاري فوكوناجا على موقع ميتاكريتيك (الإنجليزية)
- كاري فوكوناجا على موقع ميتاكريتيك (الإنجليزية)
- كاري فوكوناجا على موقع روتن توميتوز (الإنجليزية)
- كاري فوكوناجا على موقع مونزينجر (الألمانية)
- كاري فوكوناجا على موقع قاعدة بيانات الأفلام العربية
- كاري فوكوناجا على موقع ألو سيني (الفرنسية)
- كاري فوكوناجا على موقع تيرنر كلاسيك موفيز (الإنجليزية)
- كاري فوكوناجا على موقع أول موفي (الإنجليزية)
- كاري فوكوناجا على موقع بوكس أوفيس موجو (الإنجليزية)